# Pionieri dell'infinito
Pionieri dell'infinito (Costigan's Needle, ossia  L'ago di Costigan) è un romanzo di fantascienza del 1952 dello scrittore statunitense Jerry Sohl. 

## Trama
Devan Traylor è uno degli amministratori di una società di elettronica che finanzia la costruzione del cosiddetto "Ago di Costigan" che permette di vedere attraverso gli organismi animati (in una sorta di TAC ante-litteram). A causa di una manomissione l'intero quartiere viene assorbito dall'ago e trasportato in un universo alternativo, dove la comunità riprenderà a vivere, alla ricerca comunque di un modo per costruire un nuovo ago e tornare alla vita normale.

## Edizioni
La traduzione dell'edizione italiana è di Anna Piaggi, e le copertine - nelle prime edizioni italiane - sono, cronologicamente, di Kurt Caesar, Karel Thole, Oscar Chichoni e Franco Brambilla. 
- Jerry Sohl, Costigan's Needle, New York Avon, Rinehart & Company, 1953.
- Jerry Sohl, Pionieri dell'infinito, traduzione di Anna Piaggi, Urania n° 65, Mondadori, 1954,  p. 128.
- Jerry Sohl, Pionieri dell'infinito, traduzione di Anna Piaggi, Urania n° 382, Mondadori, 1965,  p. 160.
- Jerry Sohl, Pionieri dell'infinito, traduzione di Anna Piaggi, Classici Urania n° 158, Mondadori, 1990,  p. 160.
- Jerry Sohl, Pionieri dell'infinito, traduzione di Anna Piaggi, Millemondi seconda serie n° 39, Mondadori, 2004.